# Nicolas Vleughels
Nicolas Vleughels (Parijs, 6 december 1668 - Rome, 11 december 1737) was een Frans kunstschilder. Hij was een invloedrijk directeur van de Franse kunstacademie in Rome.

## Biografie
Hij is een zoon van de Antwerpse kunstenaar Philippe Vleughels die in 1641 naar Parijs verhuisde. De Zuid-Nederlandse kunstschilder en graficus Antoon van Bedaff (1787-1829) is een nazaat van Nicolas Vleughels.
Al tijdens zijn leven bouwde hij een naam op met zijn historische en mythologische schilderijen in barokstijl, waarin hij beïnvloed was door Paolo Veronese. Zijn werk is tegenwoordig opgenomen in musea als het Louvre in Parijs en het Musée des beaux-arts in Caen.
Hij wordt echter vooral ook herinnerd als mededirecteur en enkele jaren later directeur van de Académie de France in Rome (1724-1737). Vanwege zijn actieve rol was hij een van de meer invloedrijke directeuren die de academie heeft gehad. Hij reisde Italië door en rapporteerde over bezienswaardigheden en werken die hij in de verschillende regio's tegen was gekomen. Deze kennis bracht hij over aan zijn studenten die hij aanmoedigde ook buiten de kerkelijke canonieke grenzen te kijken. Leerlingen van hem waren bijvoorbeeld Etienne Jeaurat en Pierre Subleyras.
Vleughels was bevriend met een aantal Italiaanse kunstenaars. Zo kende hij de pastelschilder Rosalba Carriera toen die Parijs bezocht in 1720-21 en werd de architect en schilder Giovanni Paolo Pannini later zijn zwager. Ook onderhield hij goede relaties met de Franse ambassadeurs in Rome. Hij werd persoonlijk en financieel gesteund door Louis-Antoine de Pardaillan de Gondrin, de eerste hertog van Antin en opzichter van de Bâtiments du roi. Daarnaast had hij geregeld contact met de Franse overheid in Parijs.
Vleughels verplaatste de academie naar het Palazzo Mancini in het centrum van de stad en kleedde het aan met kwaliteitsmeubelen en -tapijten uit zijn geboorteland. De kunstacademie ontwikkelde zich errnaast als een soort voorpost van de Franse staat en diende als ontvangstruimte voor ambassadeurs en andere belangrijke gasten.
Vleughels overleed enkele dagen na zijn verjaardag in 1737. Hij werd 69 jaar oud.

## Galerij
| Venus, de drie Gratiën en Cupido, 1725 |  | De zomer, kopergravure naar schilderij, 1716  |
| Venus, de drie Gratiën en Cupido, 1725 |  | De zomer, 1716 (kopergravure naar schilderij) |

- Auckland Art Gallery Toi o Tāmaki: 1384
- Biblioteca Nacional de España: XX1098877
- Bibliothèque nationale de France: cb14962056m (data)
- Gemeinsame Normdatei: 140252150
- International Standard Name Identifier: 0000 0000 7358 0895
- KulturNav: 3b07c4af-0f47-48b6-8ad9-f39876744316
- Library of Congress Control Number: no2008182939
- Nationale Bibliotheek van Israël: 987007394610605171
- Nederlandse Thesaurus van Auteursnamen: 071423923
- RKD-Nederlands Instituut voor Kunstgeschiedenis: 81442
- Istituto Centrale per il Catalogo Unico: UBOV419502
- Système universitaire de documentation: 071563318
- Union List of Artist Names: 500015208
- Virtual International Authority File: 74122645
- WorldCat: E39PBJkHkTdYjVTWQcdm6TbGHC